# Dolomitska izjava
Dolomitska izjava je dokument, ki so ga na pritisk Komunistične partije Slovenije o enotnosti Osvobodilne fronte 28. februarja 1943 podpisale Komunistična partija Slovenije, Sokolstvo in krščansko-socialistična skupina na Babni gori nad Dvorom. Izjavo so za KPS podpisali Edvard Kardelj, Boris Kidrič in Franc Leskošek, za slovensko Sokolstvo Andrej Hribar (Josip Rus) in Drejče Jaklič (France Lubej), za krščansko-socialistično skupino pa Edvard Kocbek, Tone Fajfar in Miha Borštnik (Marijan Brecelj). V Dokumentu te stranke ugotavljajo, da je njihovo dosedanje sodelovanje omogočilo uspešen, v slovenski narodni zgodovini edinstven slovenski nacionalni upor in da zahtevajo bodoče naloge slovenske osvobodilne borbe njihovo še tesnejšo strnitev. 
Dolomitska izjava je tudi formalno priznala vodilno vlogo KP Slovenije v NOB. Drugi dve skupini sta se s podpisom izjave odrekli svoji posebni organiziranosti v prid popolne enotnosti. S tem sta se odrekli tudi lastnemu aktivističnemu kadru in nameri, da bi kadar koli poskušali ustanoviti svoje stranke. V OF je s podpisom te izjave zmagalo leninistično enostransko načelo. Izjava je posredno napovedala prihodnji slovenski politični razvoj, ki se bo zgledoval po sovjetskem. Konec aprila so na zboru aktivistov OF na Pugledu izjavo še potrdili. 
Edvard Kardelj je potrebo po tej izjavi pojasnil s tem, da mora biti OF tako čvrsta, da bo vodila množice v boju za nacionalno svobodo in socialnorevolucionarne cilje (socializem).
Strankarska razdrobljenost je bila grenka izkušnja španske državljanske vojne in usodna za levičarsko republikansko stran. To izkušnjo so doživeli tudi slovenski španski borci, člani mednarodnih brigad.
to, da smo bili krščanski socialisti povabljeni v Komunistični partijo, je fizionomijo slovenske komunistične stranke spremenilo.— —Janez Stanovnik, - 
Podpis Dolomitske izjave je bil strateško vojno dejanje, brez katerega bi se nam zgodilo enako, kot se je belogardistom. Razdelili bi se in se spopadli.— —Janez Stanovnik
... bi lahko povzeli z izjavo Toneta Ferenca na posvetu ob 60. obletnici ustanovitve Osvobodilne fronte leta 2001, ko je dejal, da je prepričan, da bo prej umrl, preden bo prišlo do soglasja o značaju Dolomitske izjave, saj ga ni niti med takrat enako-mislečimi, kaj šele med drugimi. Dolomitska izjava pa tudi nekatere druge tematike Osvobodilne fronte tako ostajajo ena izmed stalnic zanimanja poznavalcev in raziskovalcev novejše zgodovine in s tem diskusije o njenem značaju.— Eva Mally: Slovenski odpor, Inštitut za novejšo zgodovino, 2011; str 12. (COBISS)